# Мирек, Альфред Мартинович
Альфре́д Ма́ртинович Ми́рек (21 ноября 1922, Ташкент — 28 июня 2009, Москва) — советский и российский учёный, инструментовед, педагог-аккордеонист, основатель Музея русской гармоники А. Мирека. Доктор искусствоведения (1987), профессор (1989), заслуженный деятель искусств Российской Федерации (1995).

## Биография
Родился 21 ноября 1922 года в Ташкенте в семье чешского происхождения. В начале 1923 года вместе с семьей переехал в Одессу, где с 5-летнего возраста обучался игре на фортепиано. В 1930 году в Москве поступил в школу Е. Ф. Гнесиной, которую окончил в 1937 году. Получив профессию электромонтажника, с 1938 года работал на стройке. По вечерам подрабатывал пианистом-аккомпаниатором.
В 1942 году Альфред Мирек был арестован по обвинению в контрреволюционной агитации, приговорён к 7 годам заключения и отправлен в Унжлаг, работал на лесозаготовке. Из-за тяжёлых заболеваний и получения инвалидности его досрочно освободили в 1944 году. Реабилитирован в 1956 году.
Весной 1945 года начал самостоятельно осваивать игру на аккордеоне. Давал сольные выступления, работал концертмейстером на эстраде и сопровождал постановки в Борисоглебском театре им. Н. Г. Чернышевского.
Возвратился в Москву осенью 1946 года и в 1950-м окончил Московское музыкальное педагогическое училище по классу аккордеона. В 1947–65 гг. работал в должности педагога музыкальной школы и руководил оркестром аккордеонистов. В 1967-м окончил Московский институт культуры, в котором обучался на факультете баяна-аккордеона и одновременно (1963–1966) преподавал игру на баяне и аккордеоне, и получил диплом дирижёра оркестра.
Являлся членом КПСС c 1962 по 1991 год.
В 1975 году он по конкурсу прошёл на должность старшего научного сотрудника в Ленинградском институте театра, музыки и кинематографии и по направлению Министерства культуры РСФСР поступил в докторантуру, где подготовил фундаментальную научную работу «История гармонно-баянной культуры в России с 1800 г. по 1941 г.», которая была утверждена большим учёным советом института и стала докторской диссертацией Мирека. Защита состоялась в 1983 году на Учёном совете Научно-исследовательского института искусствоведения Министерства культуры СССР и получила единогласно высокое признание.
Но присуждение учёной степени и вручение диплома доктора искусствоведения в ВАКе СССР состоялось лишь в 1987 году, так как после защиты в 1984 году он был арестован по сфабрикованному обвинению в связи с продажей коллекции гармоник Ленинградскому институту театра, музыки и кинематографии по якобы завышенной цене, и находился полный год в тюрьме «Кресты». В конце 1986 года по постановлению Прокуратуры РСФСР дело было прекращено за отсутствием состава преступления, причём виновники из следственного отдела были строго наказаны. В последние годы жизни занимал ярко выраженную антикоммунистическую позицию.
Автор книги «Красный мираж» о становлении советской власти.
Преподавал в Московском педагогическом институте в 1980–1996 гг.
Умер 28 июня 2009 года. Похоронен в Москве на Щербинском кладбище.

### Семья
- Отец — Мартин Михайлович Мирек (16 октября 1886 — 25 июля 1942). Инженер-строитель. Образование получил в Германии. Занимался руководством возведения многих важных государственных объектов в СССР — на Кавказе, Украине, Дальнем Востоке. Работал прорабом[3] на строительстве Химкинского Северного речного вокзала. В 1937 году арестован, приговорен к 5 годам заключения и отправлен в концентрационный лагерь № 3 (Вишера под Соликамском). Погиб там же 25 июля 1942 в возрасте 54 лет[4][5].
- Первая жена (с 1945 по 1982 год) — Лидия Владимировна Елховская (9 марта 1924 — 3 марта 2000).
- Вторая жена — Наталья Александровна Мирек (Вороненко) — заведовала Музеем русской гармоники А. Мирека с 2000 года до его присоединения к музею А.Н. Скрябина в 2017 году (сейчас заведующая соответствующим отделом)[6].

## Награды и звания
- 1987 — доктор искусствоведения.
- 1989 — профессор истории и теории музыки и музыкальных инструментов.
- 1995 — Заслуженный деятель искусств Российской Федерации (25 апреля 1995 года) — за заслуги в области искусства[7].
- 2003 — Почётная грамота Правительства Москвы (15 апреля 2003 года) — за активное участие в сохранении и развитии исторического и культурного наследия столицы[8].